# Второй жилой дом работников Совета народных комиссаров УССР

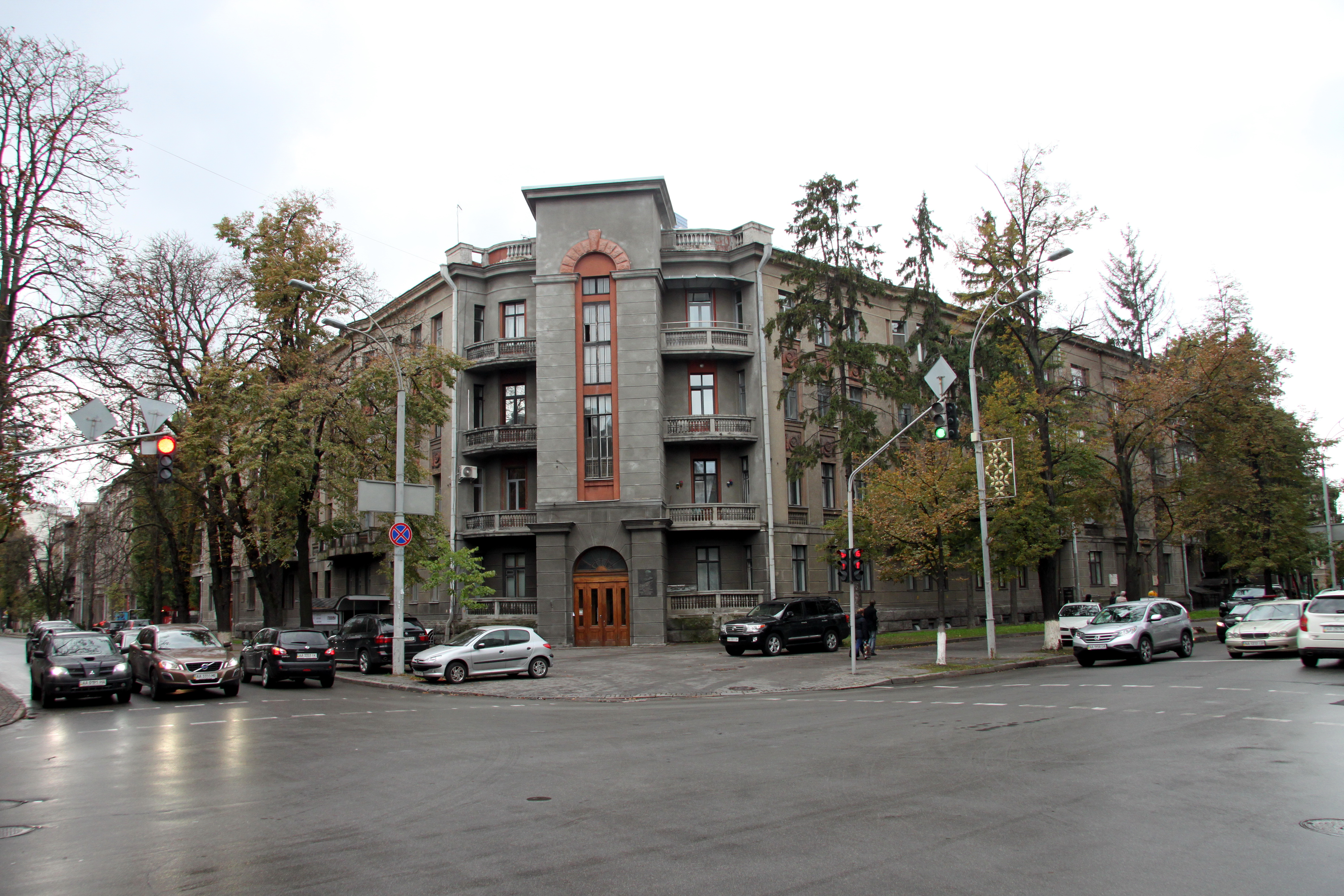
Второй жилой дом работников Совета народных комиссаров УССР

Второй жилой дом работников Совета народных комиссаров УССР (укр. Другий житловий будинок працівників Ради народних комісарів УРСР) — памятник архитектуры и истории местного значения в Печерском районе Киева. Охранный номер 158. Дом расположен на углу улиц Институтской, 20/8 и Шелковичной. Здание было построено на месте особняка, который был разрушен в 1920 году.

## Дворец генерал-губернаторов
В 1830-х годах на этом месте был большой каменный двухэтажный дом, сведения о продаже которого сохранились в «Книга Киевской палаты Гражданского суда в записи купчих крепостей 1833 года». С 1833 по 1917 годы здесь жили все генерал-губернаторы Киева. Здесь также были размещены Генеральный секретариат Центральной рады, а в начале 1918 года здесь жил Всеволод Голубович, председатель Совета народных министров и министр иностранных дел УНР. 29 апреля 1918 года, в день  украинской освободительной революции сюда въехал гетман Павел Скоропадский (тогдашний адрес дома была Институтская, 40). 16 июля 2013 года на доме была установлена мемориальная доска Павлу Скоропадскому, выполненная скульптором Марком Галенко. Надпись на доске гласит:
На этом месте стоял дом, в котором в 1918 году
 находилась резиденция выдающегося украинского 
государственного и военного деятеля, гетмана Украины (1918)
 Павла Петровича Скоропадского (1873—1945)
В начале 1920 года дом подорвала польская армия, отступающая из Киева. Взорванный дом не подлежал восстановлению.

## Советское время
В течение 1935—1937 годов по проекту архитектора Сергея Григорьева на месте дворца генерал-губернаторов был построен четырёхэтажный кирпичный жилой дом. Он является образцом переходного периода советской архитектуры от конструктивизма к неоклассицизму. Во дворе дома есть большой парк, который остался ещё от предыдущего особняка.
С 1937 по 1941 годы здесь жил Демьян Коротченко, государственный и партийный деятель УССР, председатель Президиума Верховного Совета УССР, заместитель председателя Президиума Верховного Совета СССР, член Политбюро КПУ. Он жил в пятикомнатной квартире № 5 на третьем этаже. В 1974 году была установлена мемориальная доска из белого мрамора с барельефным портретом деятеля (работа Александра Ковалёва).
Также в доме с 1944 по 1959 год жил Дмитрий Мануильский, украинский советский коммунистический партийный деятель, секретарь исполкома Коминтерна, академик АН УССР, министр иностранных дел УССР (1944—1953). На доме была установлена мемориальная доска из гранита с его бронзовым барельефным портретом (скульптор Макар Вронский, архитектор Исроэль Шмульсон).
В течение 1943—1960 годов здесь жил Филипп Козицкий, украинский советский композитор, музыковед, педагог и общественный деятель. Он жил в трехкомнатной квартире № 10 на первом этаже. В 1962 году на доме была установлена мемориальная доска с бронзовым барельефным портретом композитора (скульптор Александр Ковалёв, архитектор П. Е. Захарченко).